# Diogo Kachuba
Diogo Kachuba (Cascavel, Brasil; 16 de febrero de 1990) es un futbolista brasilero. Juega de delantero y actualmente milita en el Deportivo San Pedro de la Primera División de Guatemala.

## Clubes
| Club                         | País      | Año             |
| ---------------------------- | --------- | --------------- |
| Santacruzense                | Brasil    | 2011            |
| Criciúma                     | Brasil    | 2012            |
| Americano (Cedido)           | Brasil    | 2012            |
| América RN (Cedido)          | Brasil    | 2013            |
| Grêmio Catanduvense (Cedido) | Brasil    | 2013            |
| Hapoel Jerusalem FC          | Israel    | 2014 - 2015     |
| Bnei Sakhnin F.C.            | Israel    | 2015 - 2016     |
| Hapoel Kfar Saba             | Israel    | 2016 - 2017     |
| Hapoel Bnei Lod F.C.         | Israel    | 2018            |
| Aurora                       | Bolivia   | 2018 - 2019     |
| Deportivo San Pedro          | Guatemala | 2020 - presente |